# Ocimum motjaneanum
Ocimum motjaneanum là một loài thực vật có hoa trong họ Hoa môi. Loài này được McCallum & K.Balkwill mô tả khoa học đầu tiên năm 2004.